# Ariadna insulicola
Espèce
Ariadna insulicola est une espèce d'araignées aranéomorphes de la famille des Segestriidae.

## Distribution
Cette espèce se rencontre au Japon, en Corée du Sud et en Chine.

## Publication originale
- Yaginuma, 1967 : Revision and new addition to fauna of Japanese spiders, with descriptions of seven new species. Literary Department review, Otemon Gakuin University, Osaka, vol. 1, p. 87-107.